# Veronica orchidea
Veronica orchidea är en grobladsväxtart. Veronica orchidea ingår i släktet veronikor, och familjen grobladsväxter.

## Underarter
Arten delas in i följande underarter:
- V. o. orchidea
- V. o. transcaucasica
- V. o. bulgarica
- V. o. eglandulosa
- V. o. glandulopilosa